# Polaris Dawn
Polaris Dawn fue una misión espacial humana privada, operada por SpaceX en nombre del CEO de Inspiration4, Jared Isaacman, y la primera de las 3 misiones planificadas en el Programa Polaris. Lanzada el 10 de septiembre de 2024 como el decimocuarto vuelo orbital tripulado de una nave espacial Crew Dragon, Isaacman y su tripulación de 3 personas (Scott Poteet, Sarah Gillis y Anna Menon) estuvieron en una trayectoria hacia una órbita altamente elíptica que los llevó hasta 1.400,7 kilómetros (870,4 millas) de la Tierra, lo más lejos que alguien ha estado desde el programa Apolo de la NASA para pasar por partes del cinturones de radiación de Van Allen para estudiar los efectos de la radiación espacial y los vuelos espaciales en la salud del cuerpo humano. Más adelante en la misión, Isaacman y Gillis realizaron la primera caminata espacial comercial de la historia.
La misión Polaris Dawn también marcó otros hitos. Menon y Gillis volaron más lejos de la Tierra que cualquier otra mujer antes que ellas y Gillis, a los 30 años, se convirtió en la persona más joven hasta la fecha en participar en una caminata espacial. Durante la caminata espacial, se estableció un nuevo récord para el número de personas (4) expuestas simultáneamente al vacío del espacio. La tripulación también contribuyó a romper el récord de más personas (19) simultáneamente en el espacio, establecido después del lanzamiento de la misión Soyuz MS-26 el 11 de septiembre junto con los 9 miembros de la tripulación de la Estación Espacial Internacional y los 3 miembros de la tripulación de la estación espacial china Tiangong.
Tras una misión que duró casi 5 días, la tripulación amerizó sana y salva en el Golfo de México el 15 de septiembre.

## Historia
El programa Polaris fue anunciado por Jared Isaacman en febrero de 2022, 5 meses después de la primera misión de astronautas totalmente privada, Inspiration4, que también fue respaldada financieramente por Isaacman. El desarrollo de varias tecnologías necesarias para la misión también es parte del programa, incluido los trajes espaciales de actividad extravehicular (EVA) para astronautas privados, enlaces de comunicación láser entre satélites entre la nave espacial Dragon y la constelación Starlink, y algunas adaptaciones para la falta de una esclusa de aire en el diseño heredado de la cápsula Dragon.
El programa, que originalmente estaba previsto para volar a fines de 2022, sufrió demoras debido al diseño de los trajes espaciales EVA y problemas técnicos con las pruebas de enlaces de comunicación láser entre satélites de SpaceX. Para octubre de 2022, el lanzamiento ya se había pospuesto hasta marzo de 2023, y para febrero de 2023, se había pospuesto a no antes de mediados de 2023. A mediados de 2023, la fecha planificada se había retrasado a algún momento en 2024, con Isaacman confirmando en diciembre una fecha de lanzamiento de abril de 2024. El 7 de junio, en una entrevista, Isaacman anunció que el lanzamiento estaba programado para no antes del 12 de julio de 2024. 3 semanas después, el programa Polaris anunció en su cuenta de Twitter que la fecha de lanzamiento objetivo más temprana era el 31 de julio de 2024.
La misión se retrasó nuevamente tras la falla de la etapa superior del Falcon 9 el 12 de julio de 2024. Después de que SpaceX abordara la causa del percance, la directora de gestión de la misión Dragon de SpaceX, Sarah Walker, anunció en una conferencia de prensa el 26 de julio que Polaris Dawn se lanzaría "a fines del verano" después de la misión Crew-9 para la NASA, que estaba programada para lanzarse no antes del 18 de agosto antes de su retraso. SpaceX luego dijo que estaba apuntando a una fecha de lanzamiento el 26 de agosto el 7 de agosto. SpaceX retraso la fecha de lanzamiento un día hasta el 27 de agosto para permitir "tiempo adicional para que los equipos completen las verificaciones previas al vuelo".
La tripulación del Dragon Resilience llegó a la instalación de integración horizontal en LC-39A el 21 de agosto, donde se integró con el cohete Falcon 9 B1083 y una segunda etapa. el transportador-erector salió de la instalación de integración horizontal en las primeras horas de la mañana del 24 de agosto para transportar el cohete hasta la plataforma y erigirlo junto a la torre. Las tripulaciones completaron un ensayo general en seco y pruebas de fuego estático el 25 de agosto.
Después de una serie de retrasos, relacionados principalmente con las condiciones climáticas durante la recuperación de la cápsula en las zonas de aterrizaje 5 días después del lanzamiento, Polaris Dawn fue lanzado a la órbita terrestre baja el 10 de septiembre de 2024.

## Tripulación

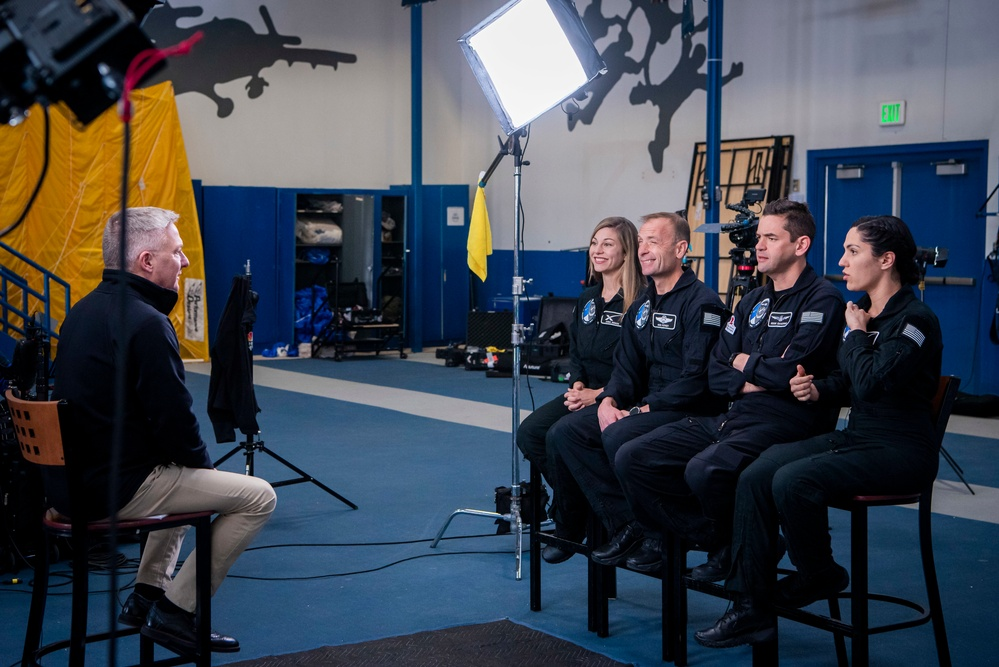
Fuerza aérea de los Estados Unidos

Isaacman, de 41 años, encabezó la misión como comandante, con funciones principales de operación de la nave espacial. El piloto de combate retirado de la Fuerza Aérea Scott Poteet, de 50 años, se desempeñó como piloto de la nave espacial, ayudando a Isaacman con las tareas de operación de la nave espacial.
Completando la tripulación estaban las empleadas de SpaceX Sarah Gillis, de 30 años, y Anna Menon, de 38, como especialistas de misión. Gillis es la ingeniera de operaciones espaciales senior de la compañía que lidera el entrenamiento de la tripulación para misiones de vuelos espaciales privados, se unió a Isaacman en la caminata espacial. Menon es ingeniera líder de operaciones espaciales y directora de misión de la compañía, que actuó como oficial médico a bordo para la misión. Tiene 6 años de experiencia como controladora de vuelo biomédico en la NASA, donde supervisó las operaciones de la Estación Espacial Internacional, incluidas varias caminatas espaciales.
| Puesto                   | Viajero espacial                               | Viajero espacial                               |
| ------------------------ | ---------------------------------------------- | ---------------------------------------------- |
| Comandante de la nave    | Jared Isaacman, Programa Polaris Segundo vuelo | Jared Isaacman, Programa Polaris Segundo vuelo |
| Piloto                   | Scott Poteet, Programa Polaris Primer vuelo    | Scott Poteet, Programa Polaris Primer vuelo    |
| Especialista de Misión 1 | Sarah Gillis, SpaceX Primer vuelo              | Sarah Gillis, SpaceX Primer vuelo              |
| Especialista de Misión 2 | Anna Menon, SpaceX Primer vuelo                | Anna Menon, SpaceX Primer vuelo                |

## Misión

### Tecnología
SpaceX diseñó los trajes EVA para esta misión basándose en los trajes de actividad intravehicular (IVA) que se usan típicamente durante el lanzamiento y el aterrizaje. Los trajes EVA están diseñados para mantener a los astronautas seguros en el vacío del espacio y al mismo tiempo ser lo suficientemente cómodos y flexibles para el lanzamiento y el aterrizaje, eliminando la necesidad de trajes IVA separados. La tela resistente al fuego y elástica y las juntas suaves brindan movilidad, mientras que las botas están hechas del mismo material térmico utilizado en la etapa intermedia del Falcon 9 y el maletero del Dragon. En comparación con los trajes IVA, se ha mejorado la gestión térmica y el casco ha recibido aislamiento térmico y un tratamiento antivaho. Se agregó una pantalla de visualización frontal al casco para proporcionar información en tiempo real sobre las métricas del traje durante la caminata espacial. Un cordón umbilical proporcionó soporte vital para estos trajes, similar a los primeros trajes Gemini, a diferencia de las EMU autónomas utilizadas en la EEI.
Esta misión rompió el récord de la mayor cantidad de personas en el vacío del espacio a la vez, establecido en 3 durante el Apolo 9 y luego repetido solo 5 veces más en el Apolo 15, 16 , 17, Skylab 2 y STS-49. Debido al protocolo de despresurización único, la tripulación realizó investigaciones sobre la enfermedad por descompresión y el síndrome neuroocular asociado a los vuelos espaciales (SANS).
Para validar sus procedimientos, SpaceX sometió a Resilience a múltiples ciclos de ventilación y represurización en una gran cámara de vacío. La tripulación también pasó dos días en una cámara en el Centro Espacial Johnson para validar su protocolo de pre-respiración y en otra ocasión también probaron sus trajes EVA en vacío total en la cámara.
La misión también vio la primera prueba operativa tripulada de la comunicación por interconexión láser Dragon a través de Starlink. SpaceX espera que la tecnología pueda reducir la latencia de la comunicación y aumentar el ancho de banda de datos para los vuelos espaciales humanos.

### Eventos
Una hora después del lanzamiento, la tripulación comenzó un protocolo de respiración previa para reducir el nitrógeno en sus cuerpos y minimizar el riesgo de enfermedad por descompresión durante la caminata espacial planificada para el tercer día. Durante 3 días, la presión de la cabina disminuyó gradualmente de 14,5 a 8,6 libras por pulgada cuadrada (100 a 59 kPa) mientras que los niveles de oxígeno aumentaron. 
Durante esta primera hora en el espacio, la tripulación realizó comprobaciones exhaustivas de la cápsula Dragon para detectar cualquier daño relacionado con el lanzamiento. Después, se encendieron los propulsores Draco, impulsándolas a su apogeo más alto de la misión, a 1.400 kilómetros (870 millas) de la Tierra,  la órbita más alta del planeta jamás volada por una nave espacial tripulada, rompiendo el récord establecido por Gemini 11, y la más lejos que alguien ha estado de la Tierra desde el programa Apolo de la NASA . Debido a que estas misiones anteriores tenían tripulaciones exclusivamente masculinas, Menon y Gillis rompieron un récord, volando más lejos de la Tierra que cualquier mujer antes que ellas. 
En el segundo día de vuelo, el apogeo del Dragón se redujo a su "órbita de crucero" de 730 kilómetros (450 millas) mientras la tripulación preparaba sus trajes EVA y realizaba experimentos.
El tercer día de vuelo se dedicó a la primera actividad extravehicular (EVA) en una misión de vuelo espacial comercial. Después de extensos preparativos, los cuatro miembros de la tripulación se pusieron sus trajes EVA, que están presurizados con oxígeno al 100% a 5,1 libras por pulgada cuadrada (35 kPa). Dado que la Crew Dragon carece de una esclusa de aire, toda la cápsula se despresurizó durante la EVA, exponiendo a todos los miembros de la tripulación al vacío del espacio, aunque solo 2 salieron parcialmente de la nave espacial. La despresurización de la cápsula tomó alrededor de 30 minutos. Isaacman fue el primero, pasando siete minutos y 56 segundos afuera. Gillis fue el siguiente, pasando 7 minutos y 15 segundos afuera. Desde la apertura de la escotilla hasta el cierre de la escotilla, la EVA tomó alrededor de 26 minutos y 40 segundos. Durante la EVA, Isaacman y Gillis realizaron varias pruebas de movilidad de su traje, incluyendo pruebas de control de mano / cuerpo, movimiento vertical y uso de un dispositivo de sujeción para los pies, solo sus piernas inferiores todavía estaban dentro de la nave espacial. Gillis, a los 30 años, se convirtió en la persona más joven hasta la fecha en participar en una caminata espacial.
Al final del último día en órbita, la tripulación desechó el módulo del tronco de la Dragon a las 06:35 UTC y llevó a cabo una quema de desorbitación de 7 minutos a las 06:41 UTC. La cápsula amerizó en el Golfo de México cerca de las islas Dry Tortugas de Florida el 15 de septiembre de 2024 a las 07:37:10 UTC (3:37:10 am EDT, hora local en el lugar de aterrizaje). El lugar de aterrizaje fue una de las 2 nuevas opciones que SpaceX agregó para esta misión, ya que se planificó para condiciones climáticas desafiantes.  

## Lanzamiento
Para minimizar el riesgo de impactos de micrometeoritos, los controladores de la misión de SpaceX contaban con una ventana de lanzamiento flexible para la misión Polaris Dawn, lo que les permitía seleccionar un momento con un mínimo de desechos en la órbita objetivo. La cápsula Dragon se colocó inicialmente en una órbita elíptica con un apogeo de 1.200 kilómetros (750 millas), pasando por la Anomalía del Atlántico Sur a una baja altitud de 190 kilómetros (120 millas). Esto expone a la tripulación a la radiación equivalente a tres meses en la Estación Espacial Internacional en solo unas pocas pasadas, lo que permite una valiosa investigación sobre los efectos de la radiación espacial y los vuelos espaciales en la salud del cuerpo humano.
Polaris Dawn se lanzó desde el Complejo de lanzamiento 39A del Centro Espacial Kennedy en un cohete Falcon 9 Block 5. El primer intento de lanzamiento, previsto para el 27 de agosto de 2024, se canceló debido a una fuga de helio en tierra. El segundo intento de lanzamiento, previsto para el 28 de agosto, se canceló debido a las malas condiciones meteorológicas previstas durante el período de recuperación cinco días después del lanzamiento. Como la misión no se reunirá con la Estación Espacial Internacional y cuenta con consumibles de soporte vital limitados, la cápsula debe poder amerizar según lo programado, lo que requiere condiciones meteorológicas favorables. A 27 de agosto de 2024, aún no se había fijado una nueva fecha de lanzamiento, y SpaceX ha afirmado que estaba monitoreando el clima para encontrar condiciones favorables para el lanzamiento y el regreso. El 28 de agosto, la Administración Federal de Aviación dejó en tierra el Falcon 9 después de que una primera etapa se estrellara al aterrizar, lo que retraso el lanzamiento indefinidamente. 2 días después, el Falcon 9 recibió autorización para reanudar vuelos mientras la FAA continúa investigando.      
Al 8 de septiembre de 2024 , SpaceX dijo que no tenía como objetivo lanzar la misión Polaris Dawn antes del 10 de septiembre (NET), con condiciones climáticas 40% favorables para el despegue y el amerizaje.      
El lanzamiento de Polaris Dawn tuvo éxito el 10 de septiembre de 2024 a las 09:23:49 UTC (5:23:49 am EDT, hora local en el sitio de lanzamiento)      

### Resumen de intentos de lanzamiento
| Intento | Planificado                            | Resultado  | Tiempo de espera          | Razón   | Punto de decisión                            | Índice de condiciones meteorológicas favorables (%) | Notas                                                        |
| ------- | -------------------------------------- | ---------- | ------------------------- | ------- | -------------------------------------------- | --------------------------------------------------- | ------------------------------------------------------------ |
| 1       | 27 de agosto de 2024, 3:38:00 a.m.     | Suspendido | —                         | Técnico | 26 de agosto de 2024, 19:17 hrs (T-8:21:00)  | 80                                                  | Fuga de helio del lado de tierra.                            |
| 2       | 28 de agosto de 2024, 3:38:00 a.m.     | Suspendido | 1 día 0 horas 0 minutos   | Clima   | 27 de agosto de 2024, 22:21 hrs (T-05:27:00) | 85                                                  | Mal pronóstico del tiempo durante el periodo de recuperación |
| 3       | 10 de septiembre de 2024, 5:23:49 a.m. | Éxito      | 13 días 1 hora 46 minutos |         |                                              | 40                                                  |                                                              |